# Abraham Bredius
Abraham Bredius, född 18 april 1855 i Amsterdam, död 13 mars 1946 i Monaco, var en nederländsk konsthistoriker.
Bredius var en av sin tid främsta konstkännare, särskilt inom det holländska måleriets område. Han var länge verksam som chef för galleriet Mauritshuis i Haag. Bredius har utgett ett flertal betydande verk för samlingarna i detta museum samt över samlingarna i riksmuseet i Amsterdam, och var under flera år utgivare av tidskriften Oudholland. Han uppträdde även med kraft för bevarandet av Nederländernas äldre konstminnen. I besittning av en betydande förmögenhet byggde Bredius även upp en stor privat konstsamling, bland annat med flera verk av Rembrandt, som han senare donerade till museerna i Haag och Amsterdam. Han var senare bosatt i Frankrike.